# Kenjon Barner
Kenjon Fa'terrel Barner (Lynwood, 28 aprile 1989) è un giocatore di football americano statunitense che gioca nel ruolo di running back per i Tampa Bay Buccaneers della National Football League (NFL). Fu scelto nel corso del sesto giro (182º assoluto) del Draft NFL 2013 dai Carolina Panthers. Al college ha giocato a football all’Università dell'Oregon.

## Carriera professionistica

### Carolina Panthers
Barner fu scelto nel corso del sesto giro del Draft 2013 dai Carolina Panthers. Debuttò come professionista nella settimana 5 contro gli Arizona Cardinals, ricevendo un passaggio da 5 yard. La sua stagione da rookie terminò con 7 yard corse in 8 partite, nessuna delle quali come titolare.

### Philadelphia Eagles
Il 19 agosto 2014, Barner fu scambiato con i Philadelphia Eagles del suo ex allenatore a Oregon Chip Kelly per una scelta del settimo giro del draft. Nella sua seconda stagione non scese però mai in campo.
Nel quinto turno della stagione 2017, Barner fu premiato come giocatore degli special team della NFC della settimana dopo avere ritornato 3 punt a una media di 36 yard l'uno, incluso uno da 76, nella vittoria sugli Arizona Cardinals.

### Atlanta Falcons
Nell'undicesimo turno della stagione 2019 Barner ritornò un punt per 78 yard in touchdown, venendo premiato come giocatore degli special team della NFC della settimana.

## Palmarès

### Franchigia
- Super Bowl : 1

Philadelphia Eagles: LII
Tampa Bay Buccaneers: LV
- National Football Conference Championship: 2

Philadelphia Eagles: 2017
Tampa Bay Buccaneers: 2020

### Individuale
- Giocatore degli special team della NFC della settimana: 2

5ª del 2017, 11ª del 2019